# ZAZ 1102 Tavria
De ZAZ 1102 Tavria is een compacte auto van de Sovjet-Russische, later Oekraïense autofabrikant Zaporozjski avtomobilny zavod.

## Geschiedenis
In 1986 begon de proefproductie van een compleet nieuw ZAZ-model, het eerste voertuig van ZAZ met een voorin geplaatste, watergekoelde lijnmotor en voorwielaandrijving. Op de XXVII. Partijdag van de Communistische Partij van de Sovjet-Unie konden de eerste 30 auto's voorgesteld worden.
In 1987 was de omvorming van het ZAZ-Kombinat beëindigd, een voorwaarde voor grootschalige productie van het nieuwe model. Naast het hoofdbedrijf in Zaporozje werden ook componenten geproduceerd in Petropavlovsk, in Loetsk (bij LoeAZ, waar op ZAZ-basis een terreinwagen gebouwd werd) evenals drie bedrijven in Melitopol (vooral motoren en remsystemen). Daarvoor noodzakelijke moderne machines kwamen onder meer uit Italië, Japan en de Bondsrepubliek.
De ontwikkelingsafdeling van VAZ had het hoofdaandeel in de ontwikkeling van de moderne 3-deurs hatchback. De serieproductie begon in 1987, in het begin liep de Tavria nog parallel aan zijn voorganger ZAZ 968 M van de band. De auto beschikte over een door VAZ ontwikkelde 1,1-liter motor MeMZ 247 waarmee het brandstofverbruik ten opzichte van zijn voorganger met een derde verlaagd kon worden. Het eigengewicht van de auto daalde met 130 kg. Groot aandeel daarin had het gebruik van lichtere materialen, zo steeg het aandeel kunststof met 56 kg. Modern waren ook de onderhoudsvrije homokineten (uit de DDR) en contactloze elektronische ontsteking.
Vanaf 1994 werd de auto ook aangeboden als 5-deurs combi ZAZ 1105 Dana en vanaf 1999 als 5-deurs liftback ZAZ 1103 Slavuta. Beide hebben dezelfde wielbasis als de Tavria maar zijn ongeveer 30 cm langer. Daarnaast verscheen er een bedrijfswagenuitvoering ZAZ Tavria 110550 Pick-Up als pick-up en gesloten bestelwagen. De auto's waren voorzien van 1,1- tot 1,3-liter motoren met 38 tot 49 kW. Vanaf 1998 wordt bij ZAZ de Daewoo Lanos geproduceerd. Enkele onderdelen daarvan worden ook in de Tavria gebruikt en zo ontstond de ZAZ 1102 Tavria Nova.
In januari 2011 verliet het laatste model van de serie, een Slavuta, de autofabriek in Zaporozje. Het is de laatst gebouwde volledig Oekraïense auto, de opvolger ZAZ Forza is een Chery-model.

## Export

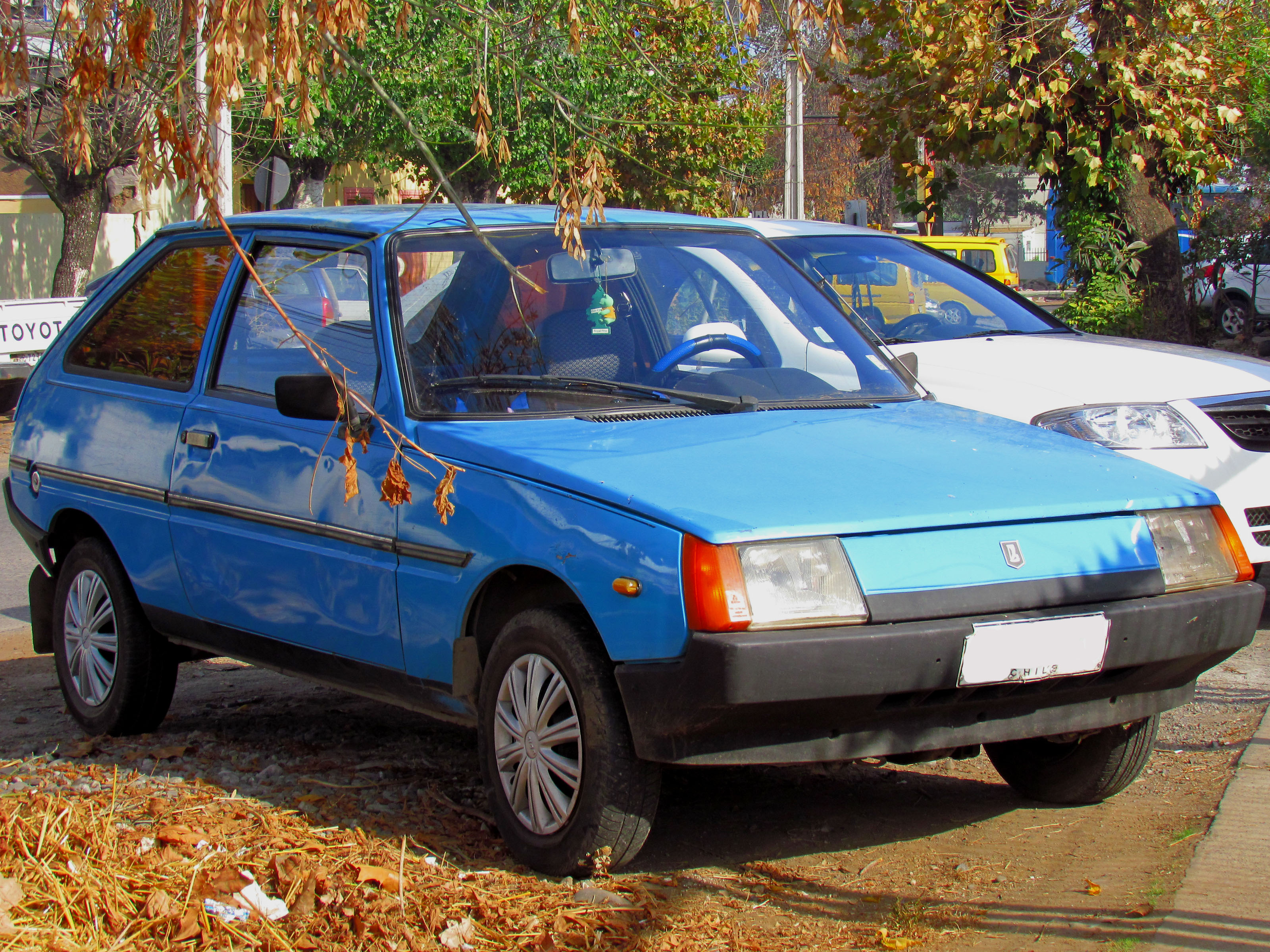
In Chili werd de Tavria verkocht als Lada

De auto werd in Chili in de vroege jaren negentig verkocht als Lada Tavria en ook exporteerde ZAZ tussen 1992 en 1995 de Tavria naar Colombia en Argentinië. Aan het begin van de jaren negentig werd het model korte tijd met een bescheiden succes in West-Duitsland aangeboden door de Deutsche Lada Automobil GmbH. Hij had daar geen directe concurrent, alleen de modernere en grotere Lada Samara kon als enigszins vergelijkbaar worden beschouwd.
In Frankrijk was de auto, net als de Aleko, vanaf 1990 te koop en ook van de Tavria had importeur Jacques Poch een luxere uitvoering gemaakt, die al tijdens de Autosalon van Parijs in dat jaar was te bewonderen: de Tavria XL. Daarbij gebruikte Poch simpele dingen, onder andere speciale wieldoppen en een andere grille. In de basisversie was het de goedkoopste auto op de Franse markt met een prijs van 35.900 Franse frank. Desondanks werd de Tavria door het publiek gemeden, tot 1993 werden slechts 1.606 exemplaren verkocht (waaronder 1.113 in 1991).
In het Verenigd Koninkrijk liet Lada, als importeur van het merk ZAZ, begin jaren negentig drie exemplaren over het Kanaal komen, maar zonder verdere actie. Twee daarvan werden in 1999 gesloopt.
De Nederlandse Lada-importeur Gremi Auto-import haalde ook enkele exemplaren van de Tavria 1100 naar Nederland. Gremi schatte het model midden 1992 in één uitvoering op de markt te kunnen brengen voor een prijs die rond de 13.000 gulden zou komen te liggen, de Belgische importeur Scaldia-Volga SA wist het nog niet zeker. Uiteindelijk zag Gremi, net als bij de Aleko, toch af van import in Nederland.

## Modellen
- ZAZ 1102 Tavria, basismodel, 3-deurs hatchback (1987-1997)
- ZAZ 1102 Tavria Nova, gemoderniseerde uitvoering (1998–2007)
- ZAZ 1103 Slavuta, 5-deurs liftback (1999–2011)
- ZAZ 1105 Dana, 5-deurs combi (1994–1999)
- ZAZ 110550 Pick-Up, 2-deurs bestelwagen of pick-up (1993–2011)

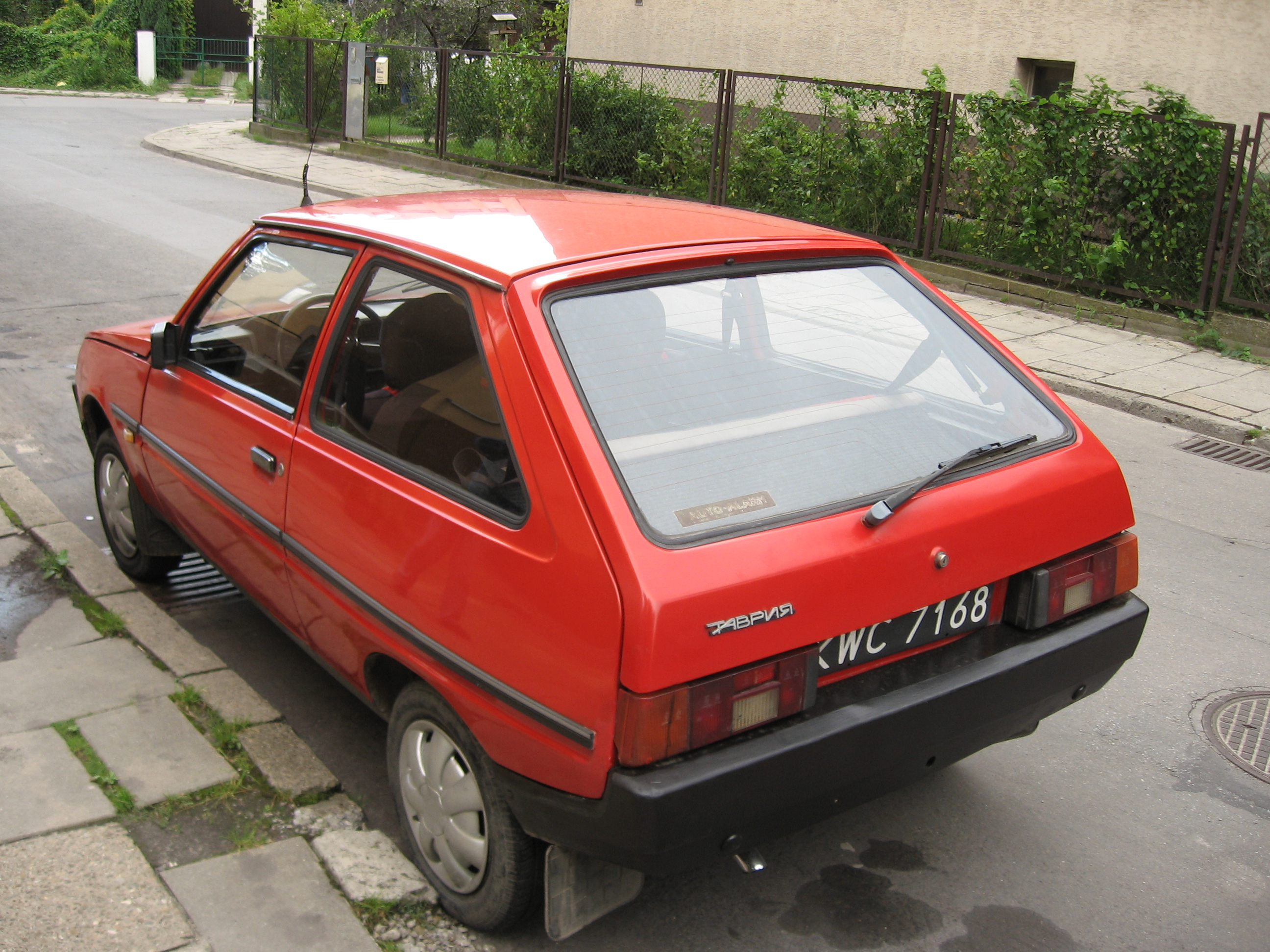
ZAZ 1102 Tavria
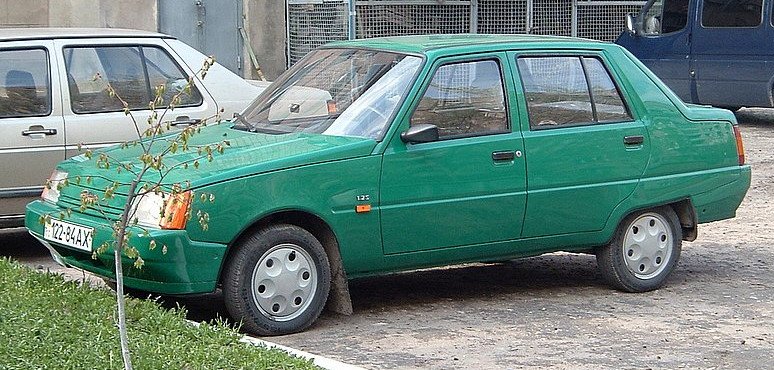
ZAZ 1103 Slavuta
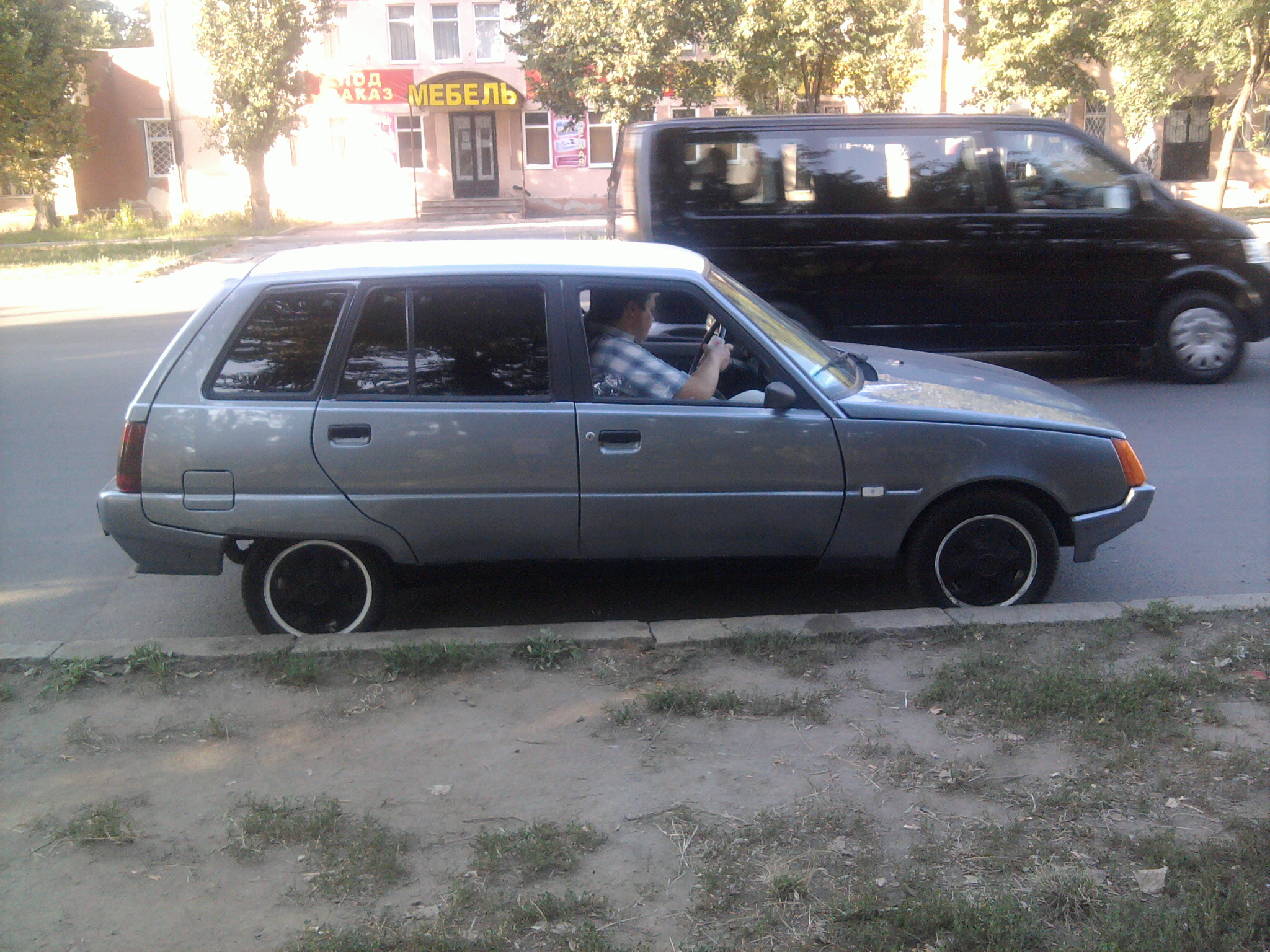
ZAZ 1105 Dana
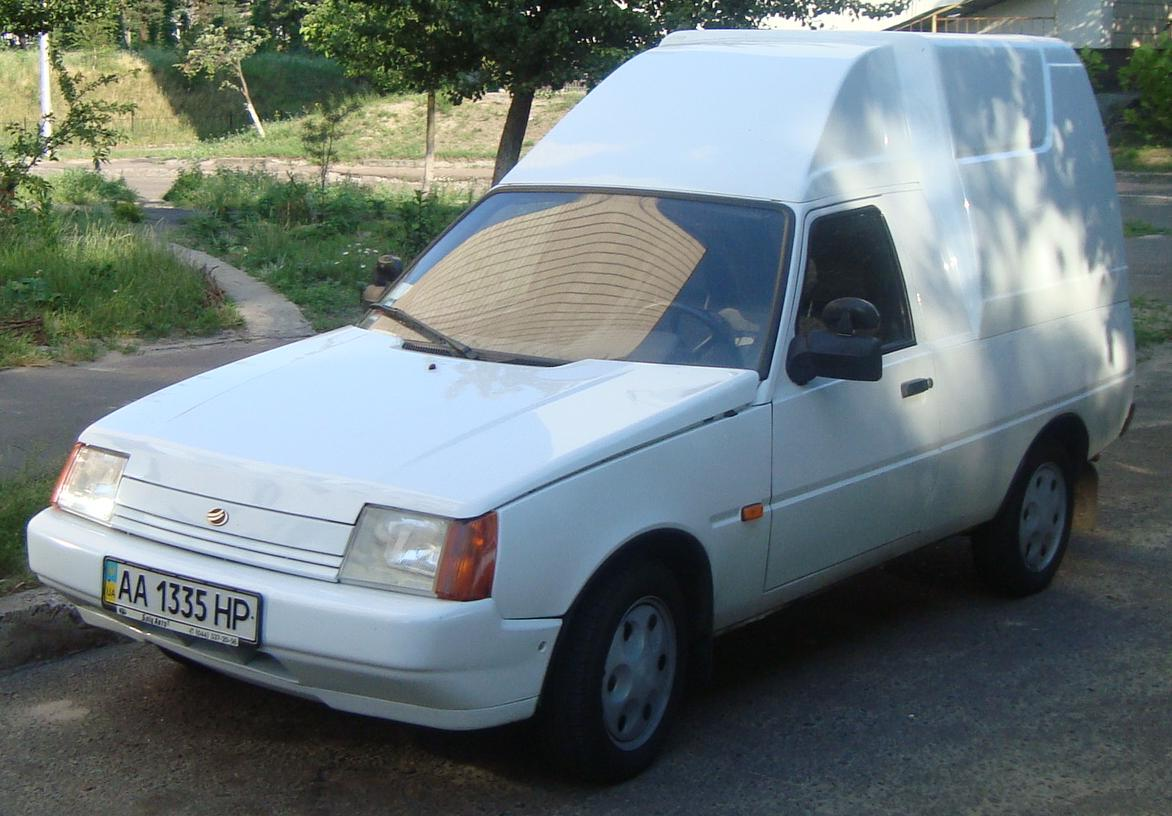
ZAZ-110550 Pick-Up bestelwagen
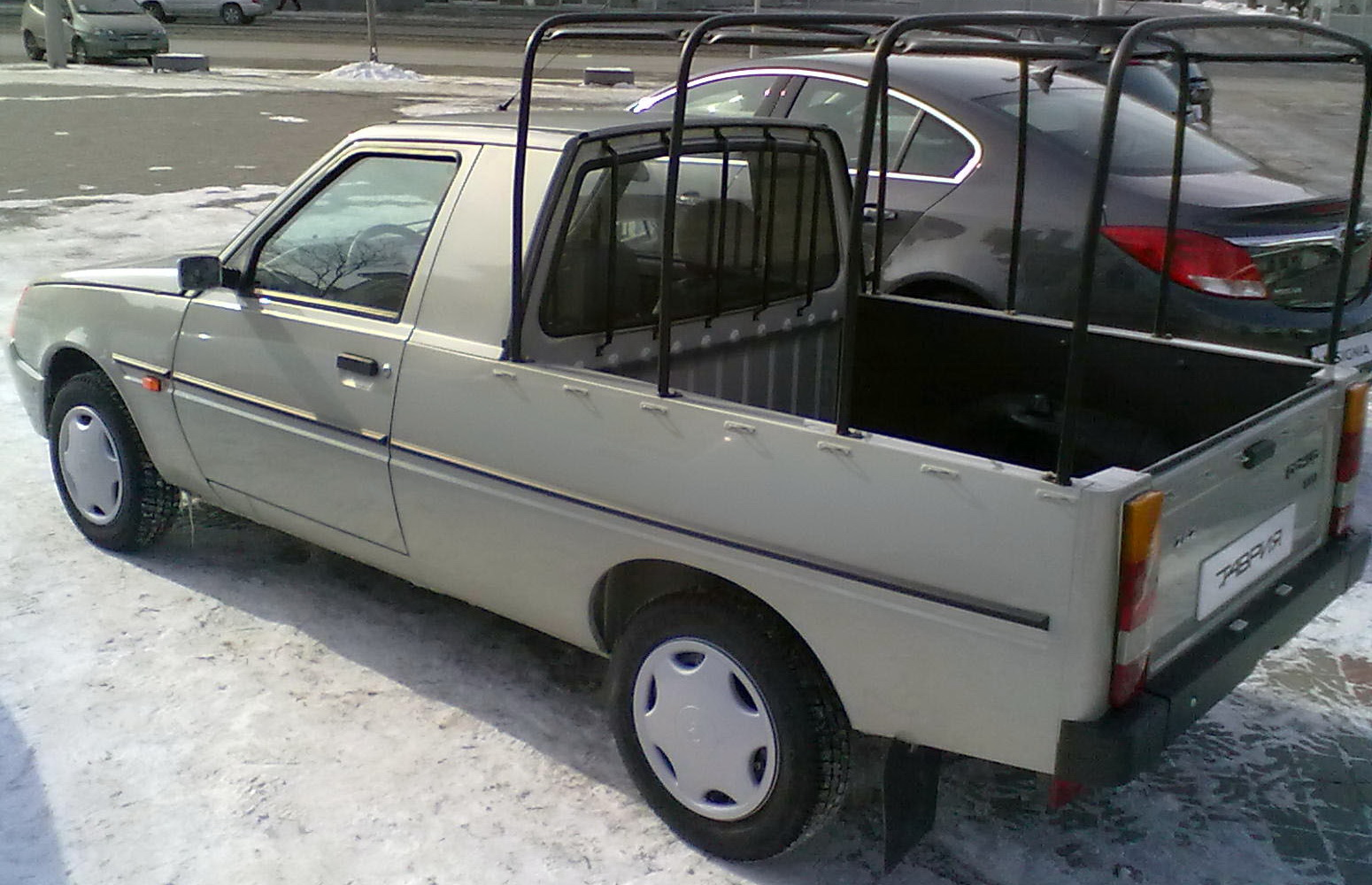
ZAZ-110550 Pick-Up